# Freddy Nazareno
Freddy Nazareno (Esmeraldas, Provincia de Esmeraldas, Ecuador, 18 de noviembre de 1981) es un futbolista ecuatoriano. Juega de lateral izquierdo y su equipo actual es el América de Ambato de la Segunda Categoría de Ecuador.

## Trayectoria
Nazareno comenzó a jugar desde joven en un pequeño club de su provincia, llamado La Tolita. En el 2000 pasó a jugar el campeonato de Segunda Categoría, en el Huracán Sporting Club y en el 2002 se fue al Rocafuerte SC. 
En el 2003 tuvo la oportunidad de debutar en la Serie B del fútbol ecuatoriano con el Esmeraldas Petrolero. Dos años después retornó a disputar partidos en la Segunda Categoría con el Ciudad de Pedernales de la provincia de Manabí. Luego pasó por equipos como el Delfín SC y el Deportivo Halley de Jipijapa.
En el 2007 fue fichado por el Espoli, que militaba en la Serie B, y ese mismo año logró ascender a Primera División. En abril del 2008, la prensa le puso el apodo de El Odontólogo, después de que le impactase con el codo en el rostro al jugador Daniel Vega de Emelec y le ocasionase la pérdida de un diente. Ese año tuvo una destacada actuación con su club, y en  2009 fue contratado por el Club Sport Emelec de Guayaquil.

## Clubes
| Club                  | País    | Año         |
| --------------------- | ------- | ----------- |
| Huracán SC            | Ecuador | 2000 - 2001 |
| Rocafuerte SC         | Ecuador | 2002        |
| Esmeraldas Petrolero  | Ecuador | 2003        |
| Ciudad de Pedernales  | Ecuador | 2004        |
| Esmeraldas SC         | Ecuador | 2005        |
| Delfín SC             | Ecuador | 2005        |
| Halley                | Ecuador | 2006        |
| Esmeraldas Petrolero  | Ecuador | 2006        |
| Espoli                | Ecuador | 2007-2008   |
| Emelec                | Ecuador | 2009        |
| Espoli                | Ecuador | 2010-2011   |
| UT de Cotopaxi        | Ecuador | 2011        |
| Técnico Universitario | Ecuador | 2012        |
| Espoli                | Ecuador | 2012        |
| Abuelos FC            | Ecuador | 2013        |
| Anaconda              | Ecuador | 2014        |
| América de Ambato     | Ecuador | 2015        |